# Fratellanza e Unità
Fratellenza e Unità (in serbocroato Bratstvo i jedinstvo / Братство и јединство, in macedone Братство и единство, in sloveno Bratstvo in enotnost, in albanese Bashkim dhe Vëllazërim) fu il motto della Repubblica Federativa Popolare di Jugoslavia e della Repubblica Socialista Federale di Jugoslavia; indicava il sentimento che univa i popoli della Federazione, lo spirito laico, interetnico e tollerante sulla base del quale, secondo Tito, andava rifondata la Jugoslavia. Fu coniato da Josip Broz Tito nel 1941, all'inizio del movimento partigiano:
„Čuvajmo bratstvo i jedinstvo, kao zjenicu oka svog.“
(Josip Broz Tito)

## Ordine della Fratellanza e Unità
L'ordine della Fratellanza e Unità fu un ordine al merito e al valore della Repubblica Socialista Federale di Jugoslavia istituito nel giugno del 1943 in seno al movimento partigiano.
V'erano due gradi:
1. Ordine della Fratellanza e Unità con Corona d'Oro (1ª classe);
2. Ordine della Fratellanza e Unità con Corona d'Argento (2ª classe).

Ne fu insignita la Divisione italiana partigiana Garibaldi (Montenegro) che, dopo l'8 settembre si aggregò all'Esercito Popolare di Liberazione della Jugoslavia.

## Autostrada della Fratellanza e Unità
Fu chiamata Autostrada della Fratellanza e dell'Unità l'autostrada che unisce Lubiana, Zagabria, Belgrado e Skopje.

## Attentato e cospirazione contro la Fratellanza e Unità
Con questa dizione si intendeva, nella Repubblica Socialista Federale di Jugoslavia, un vero e proprio reato, punito con una detenzione che variava da qualche mese a qualche anno, contro lo Stato Jugoslavo e la sua stabilità interna.
Con questa accusa vennero incriminati e incarcerati alcuni esponenti dei nazionalismi iugoslavi, fra i quali Franjo Tuđman, poi presidente della Croazia, e Alija Izetbegović, successivamente Presidente della Bosnia ed Erzegovina.